# Đường tròn đường kính trực tâm trọng tâm

Tam giác (màu đen), trực tâm (màu xanh), trọng tâm (màu đỏ), Đường tròn đường kính trực tâm trọng tâm (màu vàng)

Trong hình học, Đường tròn đường kính trực tâm trọng tâm của một tam giác không đều là một đường tròn nhận đường kính là trọng tâm và trực tâm của tam giác.
Guinand chỉ ra rằng tâm đường tròn nội tiếp luôn nằm trong đường tròn đường kính trực tâm trọng tâm nhưng không trùng với tâm đường tròn chín điểm.
:pp. 451–452
Hơn thế, điểm Fermat thứ nhất, điểm Gergonne, và điểm đối trung có thể nằm trong đường tròn đường kính trực tâm trọng tâm ngoại trừ chính tâm đường tròn, trong khi điểm Fermat thứ hai luôn nằm bên ngoài đường tròn. 
Độ lớn của bình phương đường kính của đường tròn đường kính trực tâm trọng tâm :p.102 {\displaystyle D^{2}-{\tfrac {4}{9}}(a^{2}+b^{2}+c^{2}),} trong đó a, b, và c là độ dài cạnh của tam giác D đường kính của đường tròn ngoại tiếp tam giác đó.
Hai điểm Fermat nghịch đảo nhau qua đường tròn đường kính trực tâm trọng tâm.:proposition. 3.
Trong bách khoa toàn thư về các tâm của tam giác tâm của đường tròn đường kính trọng tâm trực tâm là điểm {\displaystyle X(381)} 